# エミリオ・ブンゲ

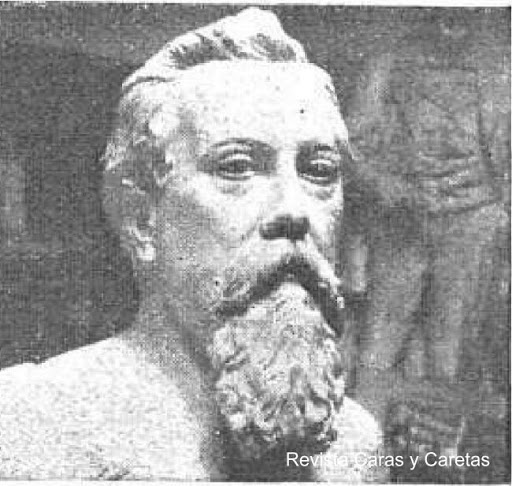
エミリオ・ブンゲ

エミリオ・ビセンテ・ブンゲ（スペイン語: Emilio Vicente Bunge、1837年8月13日 - 1909年9月2日）は、アルゼンチンの弁護士、軍人、政治家。

## 生涯
1837年8月13日、父カルロス・アウグスト・ブンゲ (Carlos Augusto Bunge) と母マリア・ヘナラ・ペーニャ・レシカ・イ・トレズリ (María Genara Peña Lezica y Torrezuri) の三男としてブエノスアイレスに生まれた。建築家のエルネスト・ブンゲは弟である。ブエノスアイレスのドイツ人学校で学んだ後に弁護士となり、軍事活動に身を投じた。
1881年に現在のブエノスアイレス州の北西パラティド・デ・ヘネラル・ビジェガスに12リーグの土地を購入し、フリオ・アルヘンティーノ・ロカを隊長として入植させ、村の建設を考案した。1905年4月5日に村を設立、現在のエミリオ・V・ブンゲとなっている。
1894年9月14日にルイス・サエンス・ペーニャ大統領の下、ブエノスアイレス市長に就任した。翌年、ペーニャが辞職して副大統領のホセ・エバリスト・ウリブルが跡を継いだが、ブンゲは市長職に留まった。
在職中の1894年にロドリゲス・ペーニャ広場を建設し、現在のブエノスアイレスの食肉処理場中枢部の国立牛市場の建設に弾みを与えた。
1909年9月2日にブエノスアイレスで死亡し、遺体はレコレータ墓地に葬られた。